# Blista
Blista är en bebyggelse i Haninge kommun i Stockholms län. Blista ligger i Österhaninge socken, strax norr om Årsta havsbad. Mellan 2010 och 2020 och från 2023 avgränsade SCB här en småort.
Byn Blista omtalas första gången i skrivna dokument 1331 då Strängnäs biskopsbord och Sankt Botvids prebende i Strängnäs domkyrka hade jord i byn (då skrivet in Blyustum och in Blistæ). 1425 byte Nils Erengislesson till sig jord från Karl Öra och då ingick jord i Blista. 1442 ingick två gårdar i Blista i hans son Erengisle Nilssons morgongåva till hustrun Brita Olovsdotter (Tott). Jord i Blista såldes även 1467 av Tyska orden till Erik Axelsson (Tott). Det är tydligen två andra gårdar, för 1476 anges Laurens Axelsson (Tott) äga fyra gårdar i Blista. Två av gårdarna drogs 1551 in till kungen som arv och eget men återlämnades 1561 till Hans Klasson, sedan han kunnat visa sin hustrus arverätt till gårdarna. Från 1560-talet anges en av gårdarna som öde och på 1570-talet räknas Blista som 3 mantal frälse.